# Kirtlington
Kirtlington – wieś w Anglii, w hrabstwie Oxfordshire, w dystrykcie Cherwell. Leży 14 km na północ od Oksfordu i 89 km na północny zachód od Londynu. W 2001 miejscowość liczyła 872 mieszkańców.